# Leopoldina Brazilská
Leopoldina Brazilská (13. července 1847, Rio de Janeiro – 7. února 1871, Vídeň) byla jako dcera Petra II. Brazilského a jeho manželky Terezy Marie Neapolsko-Sicilské brazilskou princeznou a sňatkem s Ludvíkem Augustem Sasko-Kobursko-Gothajským sasko-kobursko-gothajskou princeznou a vévodkyní saskou.
Byla také druhá v pořadí následnictví brazilského císařského trůnu, a to dokonce i po svatbě starší sestry Isabely, která byla dlouho bezdětná.

## Život

### Dětství a rodina
Leopoldina se narodila v 6 hodin a 45 minut ráno 13. července 1847 v císařském paláci São Cristóvão jako druhá dcera císaře Petra II. a jeho manželky Terezy Marie Neapolsko-Sicilské. Jejími prarodiči byli Petr I. Brazilský a Marie Leopoldina Habsbursko-Lotrinská a František I. Neapolsko-Sicilský a Marie Isabela Španělská.
Pokřtěna byla princezna 7. září 1847 v katedrále Panny Marie Karmelské biskupem Manuelem do Monte Rodrigues de Araújo a jméno dostala na počest své babička z otcovy strany. Za kmotry jí byli strýc a teta, kníže a kněžna ze Joinvillu, František Ferdinand Orleánský a Františka Karolína Portugalská - zastoupeni C. His de Buthenvalem (zplnomocněným ministrem francouzského krále Ludvíka Filipa) a Mariannou Carlotou de Verna Magalhães Coutinho, hraběnkou z Belmonte (císařovnina hlavní komorná). Už od dětství jí i její sestře otec hledal vhodné učitele. Volba padla na hraběnku z Barralu, která nastoupila na tento post v září 1855. Mnoho učitelů bylo poučeno, aby vzdělávali obě mladé dívky náročně a důsledně, studium neustále sledoval sám císař.
Vyučování princezen trvalo šest dní v týdnu od sedmi hodin ráno do půl desáté večer. Návštěvy mohly přijímat pouze v neděli, večírků a dalších událostí se směly účastnit podle rozhodnutí císaře. Učily se: portugalštinu a její literaturu, francouzštinu, angličtinu, italštinu, němčinu, latinu, řečtinu, algebru, geometrii, chemii, fyziku, botaniku, historii, kosmografii, kresbu, malbu, hru na klavír, filosofii, geografii, politickou ekonomii, rétoriku, zoologii, mineralogii a geologii.

### Manželství
Císař Petr II. pověřil princeznu Františku, aby v Evropě našla dva prince, kteří by byli vhodnými manželi jeho dvou dcer. V květnu 1864 oznámil císař sňatky princezen, aniž by však uvedl jména nápadníků. Panovníkem vybraní kandidáti - jeho synovec Petra z Penthièvre a Filip Belgický (syn krále Leopolda I.) - však nabídku odmítli, což císaře vedlo k tomu, že se rozhodl pro prince Ludvíka Augusta Sasko-Kobursko-Gothajského a Gastona Orleánského, hraběte z Eu.
Nejdříve se zamýšlelo, že se Ludvík August ožení s císařskou princeznou Isabelou a Gaston s Leopoldinou, ale Petr II. odmítl v jednáních pokračovat dříve, než uslyší názor dcer na nápadníky. 2. září 1864 přijeli princové do Rio de Janeiro. V následujících dnech byly původní plány změněny, jak zaznamenala Isabela:
„Papa chtěl, abychom na tomto výletě poznali naše nápadníky. Hrabě z Eu byl určen mé sestře a saský vévoda mně. Bůh a naše srdce rozhodla jinak a 15. října jsem byla šťastná ze svatby s hrabětem z Eu.“
Svazek Leopoldiny a Ludvíka Augusta byl vyřízen manželskou smlouvou mezi brazilským císařem a vévodou Arnoštem II. Sasko-Kobursko-Gothajským. Smlouva v článcích 3, 4 a 5 stanovila, že pokud Dom Pedro II. nepovažuje následnictví princezny Isabely za jisté, měl by pár mimo jiné zůstat po část roku v Brazílii a mít své děti na brazilském území.
Nakonec se Leopoldina 15. prosince 1864 provdala za Ludvíka Augusta Sasko-Kobursko-Gothajského, druhého syna Augusta Sasko-Kobursko-Gothajského a princezna Klementiny Orleánské.
Deset měsíců po potratu Leopoldina 19. března 1866 porodila syna, oblíbeného vnuka Petra II., prince Pedra Augusta. Od té doby žila Leopoldina mezi Brazílií a Evropou a do své rodné země se vždy vrátila porodit dítě. Ta tomu bylo s Augustem Leopoldem a Josefem Ferdinandem - narozenými v roce 1867 a 1869. Když zjistila, že čeká čtvrté dítě, rozhodli se s manželem nevrátit se do Brazílie, a tak se princ Ludvík Gaston narodil 15. září 1870 na zámku Ebenthal.

### Konec života
Na počátku roku 1871 se na Leopoldině ukázaly první příznaky smrtelného onemocnění. Gastrointestinální problémy a horečka však nebyly spojeny s příjmem kontaminované vody, která sužovala Vídeň. Ve druhém týdnu však byla princezna ve stavu znepokojivého pokoření. V průběhu čtvrtého týdne se objevila přerušovaná horečka, skvrny na kůži a hematochezia, klasické příznaky břišního tyfu. Nemoc se rychle vyvíjela a Leopoldina začala trpět bludy a křečemi, svědky situace byla sestra Isabela s manželem Gastonem. Princezna nemoci podlehla 7. února 1871 odpoledne. Klementina Orleánská popsala agonii své snachy v dopise kněžně ze Joinvillu:
„Nechť je Boží vůle dokonána, má dobrá Chico, ale rána je tvrdá a jsme velmi nešťastní. Stav mého chudáka Gusty mi zlomí srdce, neustále vzdychá, nejí, ani nespí, a je to strašná změna! Tolik ho milovala. A byli spolu tak šťastní! Vidět takové štěstí zničené ve věku 24 let je hrozné! A chudáci ty děti! Jak jsem ti psala v sobotu a neděli a pondělí byly klidné a tiché. Neotevřela oči, ale slyšela, co se jí řeklo do ucha, a jistě poznala hlas své sestry, neboť řekla pár slov v portugalštině. V pondělí večer našli lékaři rozumné zlepšení a my jsme získali naději. Noc byla klidná, ale v úterý ráno jí vzal hrudník a v 10 hodin doktoři prohlásili, že neexistuje žádná naděje, a přesto jsem se o ni starala v tomto dlouhém dni stráveném v její postelí, když jsem ji viděl tak klidnou a tak málo změněnou; ale v 16 hodin se její dech zkrátil. Opat Blumel přednesla modlitbu za umírající, všichni jsme klečeli kolem postele a v 18:00 se její dech zastavil, aniž by došlo k nejmenšímu zkreslení jejího vzhledu. Byla opravdu krásná a měla andělský výraz. Teď leží v rakvi oblečená v bílých hedvábných šatech, a bílou korunou a jejím svatebním závojem. Nezměnila se, je dobré se na ni podívat. Je celá obklopena čerstvými květinami, korunami poslanými všemi princeznami. Zítra se bude konat církevní obřad, jehož se všichni zúčastníme, včetně Gastona a Isabely, kteří jsou velmi dobří. Posledně jmenovaná je zoufalá. Objímám vás, modleme se za nás, velmi to potřebujeme. Vaše Klementina.“
Na princezninu počest nařídil císař František Josef I. na 30 dní státní smutek. Princezna Leopoldina Brazilská byla pohřbena v kostele sv. Augustina v Coburgu.

## Potomci
- Petr August Sasko-Kobursko-Gothajský (19. března 1866 – 6. července 1934), svobodný a bezdětný
- August Leopold Sasko-Kobursko-Gothajský (6. prosince 1867 – 11. října 1922), ⚭ 1894 Karolina Marie Rakousko-Toskánská (5. září 1869 – 12. května 1945), rakouská arcivévodkyně
- Josef Ferdinand Sasko-Kobursko-Gothajský (21. května 1869 – 13. srpna 1888), svobodný a bezdětný
- Ludvík Gaston Sasko-Kobursko-Gothajský (15. září 1870 – 23. ledna 1942),
⚭ 1900 Matylda Bavorská (17. srpna 1877 – 6. srpna 1906)
⚭ 1907 Anna z Trauttmansdorff-Weinsbergu (27. května 1873 – 27. července 1948)

## Tituly, oslovení a vyznamenání

### Tituly a oslovení
- 13. července 1847 – 15. prosince 1864: Její Výsost princezna Leopoldina Brazilská
- 15. prosince 1864 – 7. února 1871: Její Královská Výsost princezna Ludvík August Sasko-Kobursko-Gothajský, vévodkyně v Sasku

### Vyznamenání
- velkokříž Řádu růže
- dáma Řádu královny Marie Luisy[1]
- dáma Řádu svaté Isabely[1]
- dáma Řádu hvězdového kříže

## Vývod z předků
|                        |                                       |  |                      |                                     |  |  |  |  |  |  |  | Petr III. Portugalský |
|                        |                                       |  |                      |                                     |  |  |  |  |  |  |  |                       |
|                        | Jan VI. Portugalský                   |  |                      |                                     |  |  |  |  |  |  |  |                       |
|                        |                                       |  |                      |                                     |  |  |  |  |  |  |  |                       |
|                        |                                       |  |                      | Marie I. Portugalská                |  |  |  |  |  |  |  |                       |
|                        |                                       |  |                      |                                     |  |  |  |  |  |  |  |                       |
|                        | Petr I. Brazilský                     |  |                      |                                     |  |  |  |  |  |  |  |                       |
|                        |                                       |  |                      |                                     |  |  |  |  |  |  |  |                       |
|                        |                                       |  |                      | Karel IV. Španělský                 |  |  |  |  |  |  |  |                       |
|                        |                                       |  |                      |                                     |  |  |  |  |  |  |  |                       |
|                        | Šarlota Španělská                     |  |                      |                                     |  |  |  |  |  |  |  |                       |
|                        |                                       |  |                      |                                     |  |  |  |  |  |  |  |                       |
|                        |                                       |  |                      | Marie Luisa Parmská                 |  |  |  |  |  |  |  |                       |
|                        |                                       |  |                      |                                     |  |  |  |  |  |  |  |                       |
|                        | Petr II. Brazilský                    |  |                      |                                     |  |  |  |  |  |  |  |                       |
|                        |                                       |  |                      |                                     |  |  |  |  |  |  |  |                       |
|                        |                                       |  |                      | Leopold II.                         |  |  |  |  |  |  |  |                       |
|                        |                                       |  |                      |                                     |  |  |  |  |  |  |  |                       |
|                        | František I. Rakouský                 |  |                      |                                     |  |  |  |  |  |  |  |                       |
|                        |                                       |  |                      |                                     |  |  |  |  |  |  |  |                       |
|                        |                                       |  |                      | Marie Ludovika Španělská            |  |  |  |  |  |  |  |                       |
|                        |                                       |  |                      |                                     |  |  |  |  |  |  |  |                       |
|                        | Marie Leopoldina Habsbursko-Lotrinská |  |                      |                                     |  |  |  |  |  |  |  |                       |
|                        |                                       |  |                      |                                     |  |  |  |  |  |  |  |                       |
|                        |                                       |  |                      | Ferdinand I. Neapolsko-Sicilský     |  |  |  |  |  |  |  |                       |
|                        |                                       |  |                      |                                     |  |  |  |  |  |  |  |                       |
|                        | Marie Tereza Neapolsko-Sicilská       |  |                      |                                     |  |  |  |  |  |  |  |                       |
|                        |                                       |  |                      |                                     |  |  |  |  |  |  |  |                       |
|                        |                                       |  |                      | Marie Karolína Habsbursko-Lotrinská |  |  |  |  |  |  |  |                       |
|                        |                                       |  |                      |                                     |  |  |  |  |  |  |  |                       |
| 'Leopoldina Brazilská' |                                       |  |                      |                                     |  |  |  |  |  |  |  |                       |
|                        |                                       |  |                      |                                     |  |  |  |  |  |  |  |                       |
|                        |                                       |  | Karel III. Španělský |                                     |  |  |  |  |  |  |  |                       |
|                        |                                       |  |                      |                                     |  |  |  |  |  |  |  |                       |
|                        | Ferdinand I. Neapolsko-Sicilský       |  |                      |                                     |  |  |  |  |  |  |  |                       |
|                        |                                       |  |                      |                                     |  |  |  |  |  |  |  |                       |
|                        |                                       |  |                      | Marie Amálie Saská                  |  |  |  |  |  |  |  |                       |
|                        |                                       |  |                      |                                     |  |  |  |  |  |  |  |                       |
|                        | František I. Neapolsko-Sicilský       |  |                      |                                     |  |  |  |  |  |  |  |                       |
|                        |                                       |  |                      |                                     |  |  |  |  |  |  |  |                       |
|                        |                                       |  |                      | František I. Štěpán Lotrinský       |  |  |  |  |  |  |  |                       |
|                        |                                       |  |                      |                                     |  |  |  |  |  |  |  |                       |
|                        | Marie Karolína Habsbursko-Lotrinská   |  |                      |                                     |  |  |  |  |  |  |  |                       |
|                        |                                       |  |                      |                                     |  |  |  |  |  |  |  |                       |
|                        |                                       |  |                      | Marie Terezie                       |  |  |  |  |  |  |  |                       |
|                        |                                       |  |                      |                                     |  |  |  |  |  |  |  |                       |
|                        | Tereza Marie Neapolsko-Sicilská       |  |                      |                                     |  |  |  |  |  |  |  |                       |
|                        |                                       |  |                      |                                     |  |  |  |  |  |  |  |                       |
|                        |                                       |  |                      | Karel III. Španělský                |  |  |  |  |  |  |  |                       |
|                        |                                       |  |                      |                                     |  |  |  |  |  |  |  |                       |
|                        | Karel IV. Španělský                   |  |                      |                                     |  |  |  |  |  |  |  |                       |
|                        |                                       |  |                      |                                     |  |  |  |  |  |  |  |                       |
|                        |                                       |  |                      | Marie Amálie Saská                  |  |  |  |  |  |  |  |                       |
|                        |                                       |  |                      |                                     |  |  |  |  |  |  |  |                       |
|                        | Marie Isabela Španělská               |  |                      |                                     |  |  |  |  |  |  |  |                       |
|                        |                                       |  |                      |                                     |  |  |  |  |  |  |  |                       |
|                        |                                       |  |                      | Filip Parmský                       |  |  |  |  |  |  |  |                       |
|                        |                                       |  |                      |                                     |  |  |  |  |  |  |  |                       |
|                        | Marie Luisa Parmská                   |  |                      |                                     |  |  |  |  |  |  |  |                       |
|                        |                                       |  |                      |                                     |  |  |  |  |  |  |  |                       |
|                        |                                       |  |                      | Luisa Alžběta Francouzská           |  |  |  |  |  |  |  |                       |
|                        |                                       |  |                      |                                     |  |  |  |  |  |  |  |                       |